# Takada (Japon)
Pour les articles homonymes, voir Takada.
Takada (高田市, Takada-shi) est une ancienne ville de la préfecture de Niigata, ayant existé jusqu'au 29 avril 1971, date de sa fusion avec la ville de Naoetsu (ja) pour former la nouvelle ville de Jōetsu. Avant d'être élevé au statut de ville le 1er septembre 1911, elle faisait partie du district de Nakakubiki (ja).

## Géographie

### Villes limitrophes
Entités territoriales limitrophes à la date de la fusion du 29 avril 1971.

## Histoire

### Chronologie
Le 1er avril 1889, la loi sur le système municipal (ja) est promulguée, entraînant la fusion de 53 entités municipales pour former le bourg de Takada (高田町). Le 1er novembre 1908, Takada absorbe le village de Takagi (ja) (高城村). Le 1er septembre 1911, Takada est élevé au statut de ville et quitte le district de Nakakubiki. Le 1er avril 1954, les villages de Shindō (ja) (新道村) et Kanaya (ja) (金谷村) sont incorporés à la ville. Le 1er février de l'année suivante, les villages de Kasuga (ja) (春日村), Suwa (ja) (諏訪村), Tsuari (ja) (津有村), Sangō (ja) (三郷村), ainsi qu'une partie du village de Wada (ja) (和田村) y sont intégrées. Deux mois plus tard, dix Ōaza (ja), type de quartier, sont détachées de Takada pour être intégrées au bourg de Naoetsu pour lui permettre de devenir la ville de Naoetsu. En juin, Takada absorbe une partie de la ville d'Arai. En 1958, des parties de cinq Ōaza sont détachées pour se joindre à Naoetsu. En novembre de l'année suivante, le village de Takashi (ja) (高士村) se joint à Takada. En août 1963 et en février 1970, les limites avec Naoetsu sont modifiées. Le 15 avril 1971, les limites changent de nouveau, et finalement, le 29 avril, les deux villes fusionnent pour former Jōetsu (上越市).
En 1949 a lieu une importante saisie d'alcool de contrebande à Takada.

### Liste des maires successifs
| Numéro                                            | Nom                                  | Date d'élection           | Date de départ            | Cause de départ                               |
| Maires du bourg de Takada                         | Maires du bourg de Takada            | Maires du bourg de Takada | Maires du bourg de Takada | Maires du bourg de Takada                     |
| ------------------------------------------------- | ------------------------------------ | ------------------------- | ------------------------- | --------------------------------------------- |
| 1                                                 | Nakagawa Genzō (ja) (中川 源造)      | 22 mai 1889               | 31 octobre 1890           | Résignation                                   |
| 2                                                 | Ōi Shigesaku (大井 茂作)             | 24 novembre 1890          | 19 août 1891              | Décès                                         |
| 3                                                 | Muro Jūichirō (室 十一郎)            | 28 septembre 1891         | 23 octobre 1893           | Résignation                                   |
| 4                                                 | Nakagawa Genzō                       | 31 octobre 1893           | 31 janvier 1896           | Résignation                                   |
| 5                                                 | Kuraishi Genzō (ja) (倉石 源造)      | 26 mars 1896              | 12 février 1908           | Résignation                                   |
| 6                                                 | Muro Jūichirō                        | 22 juillet 1908           | 31 août 1911              | Résignation                                   |
| Maires de la ville de Takada                      |                                      |                           |                           |                                               |
| Intérim                                           | Samukawa Unoshichi (寒川 卯之七)     | 1er septembre 1911        | 8 janvier 1912            |                                               |
| 1                                                 | Kuraishi Genzō                       | 6 janvier 1912            | 13 mai 1921               |                                               |
| 2                                                 | Kawashima Yoshiatsu (ja) (河島 良温) | 6 août 1921               | 7 octobre 1924            |                                               |
| 3                                                 | Naoji Kawai (ja) (川合 直次)         | 29 octobre 1924           | 2 février 1936            |                                               |
| 4                                                 | Tokuzō Esaka (ja) (江坂 徳蔵)        | 4 juillet 1936            | 27 août 1938              |                                               |
| 5                                                 | Junji Nakagawa (ja) (中川 潤治)      | 6 octobre 1938            | 4 mars 1945               |                                               |
| 6                                                 | Daizō Kawakami (川上 大造)           | 30 mai 1945               | 20 novembre 1946          |                                               |
| Maires de la ville de Takada (suffrage universel) |                                      |                           |                           |                                               |
| 7                                                 | Takeo Seki (関 威雄)                 | 5 avril 1947              | 20 janvier 1955           |                                               |
| 8                                                 | Nōji Kawasumi (ja) (川澄 農治)       | 15 mars 1955              | 14 mars 1963              |                                               |
| 9                                                 | Motokazu Koyama (ja) (小山 元一)     | 30 avril 1963             | 28 avril 1971             | Abolition, devient plus tard maire de Jōetsu. |

## Transports
La ligne Myōkō Haneuma, séparée de la ligne principale Shin'etsu en 2015, dessert la ville avec les gares de Minami-Takada (en), Takada (en) et de Kasugayama (en), ainsi que l'ancienne gare de Wakinoda (devenue celle de Jōetsumyōkō. La ville est traversée par la route nationale 18 (en).

Transports à Takada
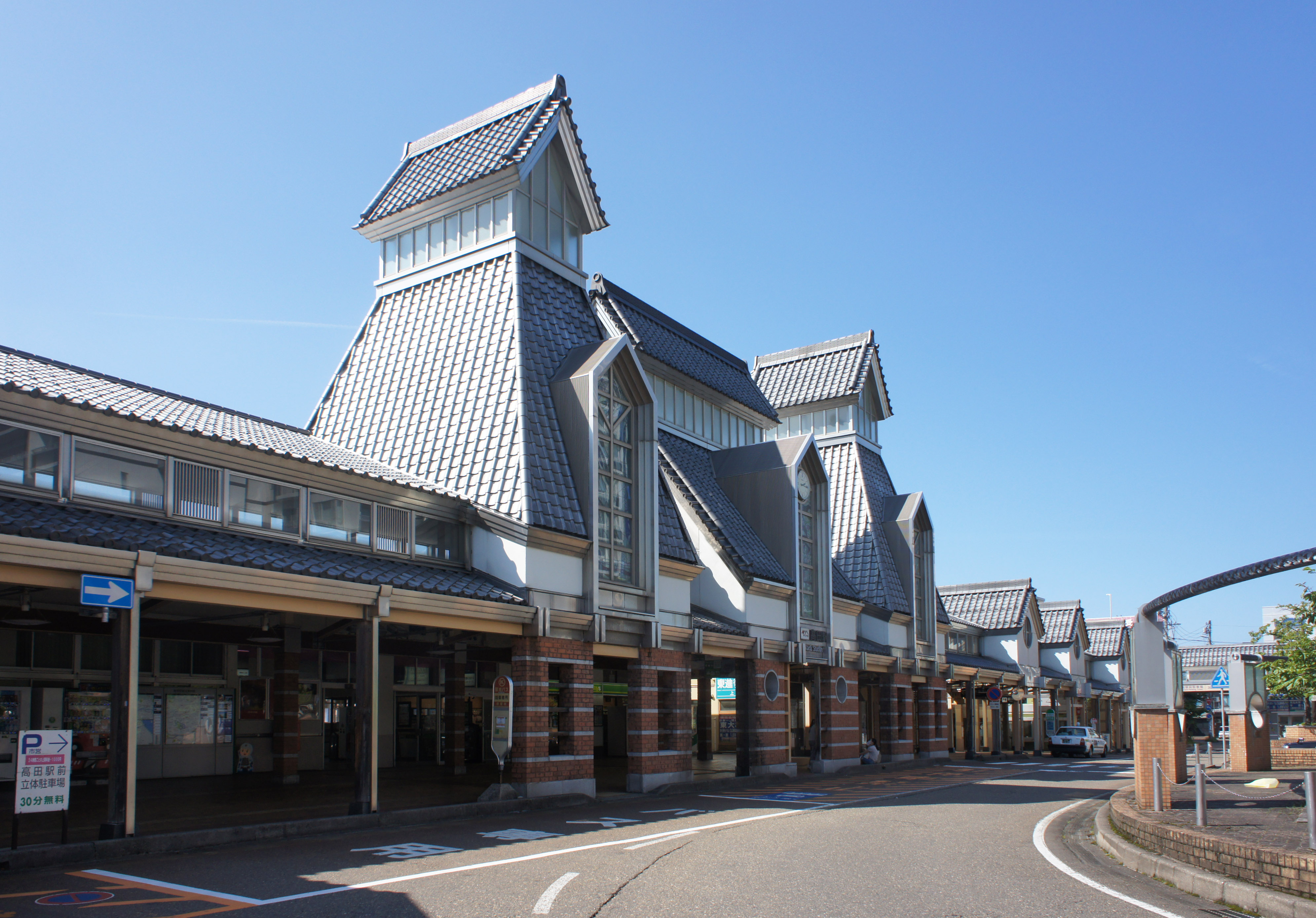
Gare de Takada.
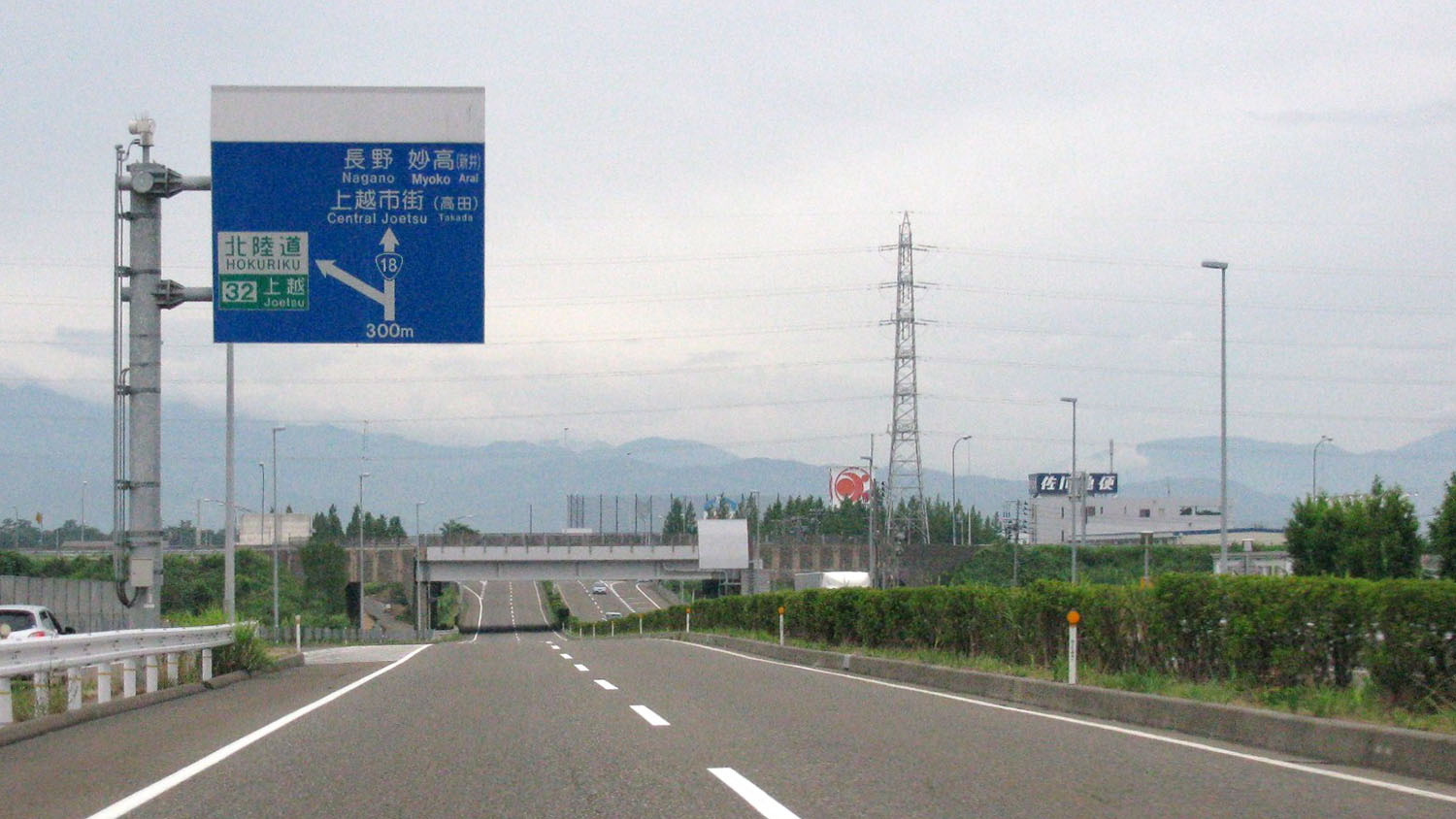
Route nationale 18 à Takada.

## Personnes notables
- Shōko Ema (江間 章子, 1913-2005), poétesse ;
- Yūzō Iwano (岩野 勇三, 1931-1987), sculpteur ;
- Makoto Kawabata (ja) (川端 誠, 1952), écrivain ;
- Kobayashi Kokei (小林 古径, 1883-1957), peintre ;
- Maejima Hisoka (前島 密, 1835-1919), homme d'État, fondateur du service postal japonais ;
- Muro Kōjirō (ja) (室孝 次郎, 1839-1903), homme politique, membre de la Chambre des représentants ;
- Nagano Uheiji (ja) (長野 宇平治, 1867-1937), architecte, premier président de l'Institut japonais des architectes ;
- Nakagawa Genzō (ja) (中川 源造, 1855-1907), homme politique, maire de la ville et membre de la Chambre des représentants ;
- Takeo Oda (小田 嶽夫, 1900-1979), écrivain ;
- Mimei Ogawa (小川 未明, 1882- 1961), écrivain ;
- Kin'ichirō Sakaguchi (坂口 謹一郎, 1897-1994), chimiste ;
- Sanyūtei Hakuchō (ja) (三遊亭 白鳥, 1963-), rakugoka ;
- Jūichirō Tsukada (ja) (塚田 十一郎, 1904-1997), homme politique, membre de la Chambre des représentants ;
- Kenkichi Yoshizawa (芳沢 謙吉, 1874-1965), diplomate, 46e ministre des Affaires étrangères.